# Cantó de La Mothe-Achard
El cantó de La Mothe-Achard és un cantó francès del departament de la Vendée, situat al districte de Les Sables-d'Olonne. Té 12 municipis i el cap es La Mothe-Achard.

## Municipis
- Beaulieu-sous-la-Roche
- La Chapelle-Achard
- La Chapelle-Hermier
- Le Girouard
- Landeronde
- Martinet
- La Mothe-Achard
- Nieul-le-Dolent
- Sainte-Flaive-des-Loups
- Saint-Georges-de-Pointindoux
- Saint-Julien-des-Landes
- Saint-Mathurin

## Història
| Data d'elecció                           | Identitat       | Partit                     | Qualitat |
| ---------------------------------------- | --------------- | -------------------------- | -------- |
| 1951-1982                                | M. Pateau       | MRP, després divers droite |          |
| 1982-2001                                | Michel Breton   | RPR                        |          |
| 2001-                                    | Joseph Merceron | Divers droite              |          |
| les dades anteriors no són pas conegudes |                 |                            |          |
|                                          |                 |                            |          |

| A partir de 1990: Població sense dobles comptes |